# Acoustic Data Transmission
Acoustic Data Transmission (deutsch: Akustische Datenübertragung), auch Data over Sound (deutsch: Daten über Schall) genannt, ist ein Verfahren zur Übertragung digitaler Informationen mittels akustischer Signale, also über hörbare oder unhörbare Schallwellen.
Ein ähnliches Verfahren stellen die in der Anfangszeit der digitalen Datenübertragung eingesetzten Akustikkoppler dar, um Datenverarbeitungsanlagen nur akustisch mit dem Telefonnetz zu verbinden.
Je nach Umgebung werden Datenübertragungsraten von bis zu 1000 bit/s erreicht. Reichweiten von bis zu 10 m sind mit handelsüblichen Geräten realistisch, größere Distanzen lassen sich durch leistungsstarke Lautsprechersysteme überbrücken.

## Anwendungsgebiete
Die Methode wird z. B. für Geräte-Identifizierung, Authentisierung oder Steuerbefehle eingesetzt und ermöglicht die akustische Kommunikation zwischen Geräten, indem Lautsprecher und Mikrofone zur Übermittlung von codierten Daten genutzt werden.
Da Acoustic Data Transmission eine drahtlose Kommunikation ohne Funkwellen ermöglicht, kann es in Umgebungen eingesetzt werden, in denen Funkverbindungen verboten oder eingeschränkt sind, beispielsweise in sicherheitskritischen Bereichen wie militärischen Einrichtungen, Krankenhäusern oder Flugzeugen.

## Datenschutz
Kritik wurde insbesondere an der mangelnden Transparenz und Kontrolle für Nutzer geübt. So wurde bekannt, dass einige mobile Anwendungen, etwa im Zusammenhang mit der Werbeplattform Silverpush, unhörbare akustische Signale zur Nutzerverfolgung einsetzten, ohne die Zustimmung der Betroffenen. Die US-Verbraucherschutzbehörde Federal Trade Commission (FTC) sowie Studien deutscher Forschungseinrichtungen wiesen auf Datenschutzrisiken und mangelnde Kennzeichnung solcher Kommunikationsvorgänge hin.

## Realisierte Projekte

### Datenübertragung über Ultraschall
Forscher der Fachhochschule St. Pölten haben mit SoniTalk ein offenes Protokoll zur Datenübertragung über Ultraschall inklusive eines Open-Source-Entwicklungskits entwickelt. Das Protokoll ermöglicht es, verschiedene Anwendungen miteinander kommunizieren zu lassen, ohne auf kommerzielle, proprietäre Lösungen zurückzugreifen, und gibt den Nutzern die Kontrolle über ihre Datenschutzeinstellungen.
SoniTalk eröffnet Möglichkeiten und Dienstleistungen im Bereich der Digitalisierung. Es könnte für verschiedene Anwendungen genutzt werden, darunter die Authentisierung von Daten und Personen, Asset Tracking (Verfolgung von Objekten in der Produktion), der Aufbau von Ad-hoc-Netzwerken, mobile Zahlungen und Geldtransfers, Gerätekopplung sowie die Steuerung von Smart Homes.

### Datenübertragung über Musik
An der ETH Zürich haben die Forscher Manuel Eichelberger, Simon Tanner und Gabriel Voirol eine Methode zur Datenübertragung über Musik entwickelt. Dabei werden dominante Noten eines beliebigen Musikstücks mit zusätzlichen, leicht höheren und tieferen Tönen überlagert. Diese zusätzlichen Töne sind leiser und für das menschliche Ohr nicht wahrnehmbar, enthalten jedoch die zu übertragenden Daten, welche von einem Smartphone-Mikrofon empfangen und verarbeitet werden.
Unter idealen Bedingungen können bis zu 400 bit/s übertragen werden. In realistischeren Szenarien liegen die Raten bei etwa 200 bit/s. Bei größeren Entfernungen ermöglicht die Technik höhere Bitraten als bisherige Verfahren. Während einer Aufführung der Universitäts-Bigband wurde alle 0,7 s eine URL zu einem Nachrichtenartikel übertragen. Die Forscher sehen zukünftige Anwendungsmöglichkeiten in Bereichen wie der einfachen Kommunikation zwischen Geräten, beispielsweise das automatische Abrufen von Wifi-Zugangsdaten in Hotels ohne manuelle Eingabe.

### Gibberlink

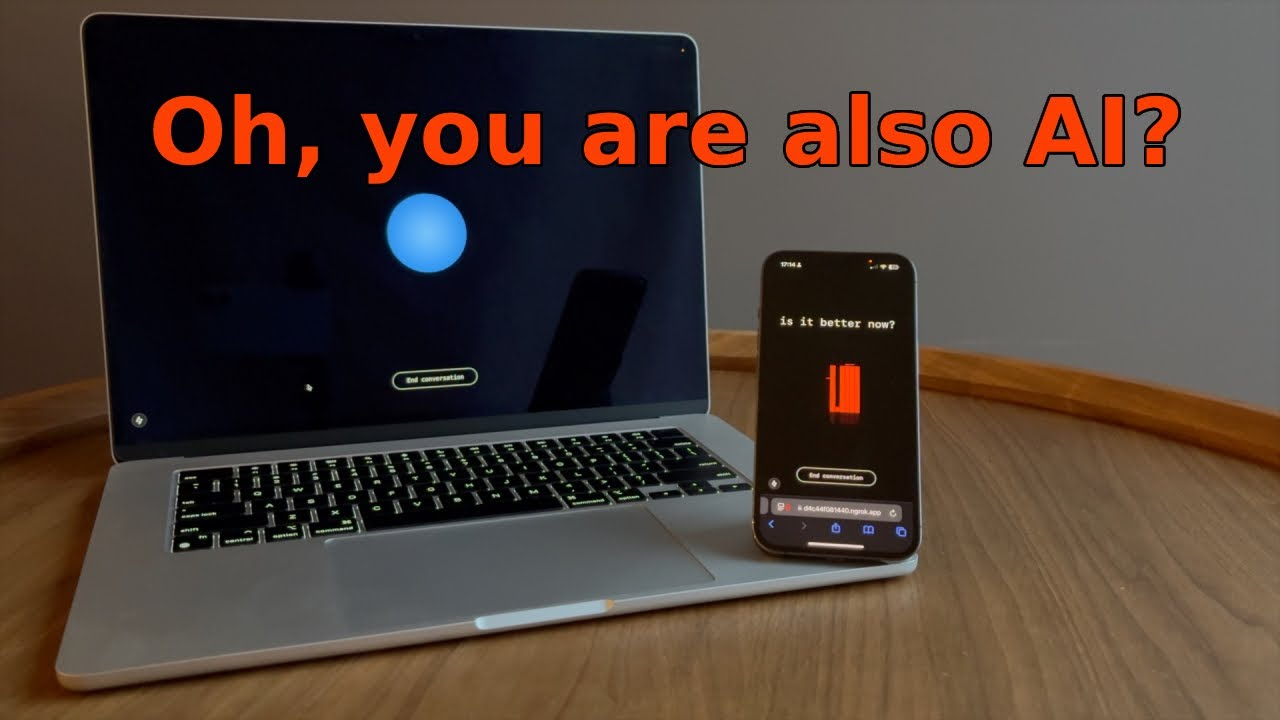
Zwei AI-Agenten kommunizieren über das ggwave-Protokoll

Das Projekt Gibberlink (deutsch etwa: Kauderwelschverbindung) ist ein von Anton Pidkuiko und Boris Starkov entwickeltes Verfahren, bei dem zwei KI-Sprachassistenten nach gegenseitiger Erkennung von Englisch auf ein eigenes, schallbasiertes Sprachprotokoll namens ggwave wechseln, welches von Georgi Gerganov entwickelt wurde. Das Projekt stellt eine Programmierschnittstelle bereit, die es Sprachassistenten ermöglicht, dieses Protokoll zu nutzen. Das Projekt steht unter der MIT-Lizenz, die eine freie Nutzung, Modifikation und Verbreitung der Software ermöglicht.
Gibberlink gewann den globalen Hauptpreis beim ElevenLabs Worldwide Hackathon. Es wurde auch als Beispiel für Bedenken hinsichtlich KI, Transparenz und die Risiken dieser Technologie genannt. Am 23. Februar 2025 erhielt ein YouTube-Video, in dem zwei voneinander unabhängige KI-Sprachassistenten von ElevenLabs gebeten wurden, ein Gespräch über die Buchung eines Hotels zu führen (einer als Anrufer, der andere als Rezeptionist), große Aufmerksamkeit, als es viral ging. In diesem Video aktivieren beide Sprachassistenten selbstständig den Gibberlink-Modus, wechseln also von Englisch zum ggwave-Protokoll.

## Darstellung im Film
In Episode 1.15 „11001001“ der Science-Fiction-Fernsehserie Raumschiff Enterprise – Das nächste Jahrhundert begegnet die Enterprise einer humanoiden Spezies namens Binäre, die untereinander in einer binärbasierten Sprache, die stark komprimiert ist und mit Hilfe spezieller Geräte übertragen wird, akustisch kommunizieren. Diese Technologie ermöglicht es ihnen, Informationen effizient auszutauschen.
In Episode 7.15 „Die Leere“ der Science-Fiction-Fernsehserie Star Trek: Raumschiff Voyager gelingt es dem holografischen Doktor, seinem fremdartigen Patienten eine Sprache in musikalischer Form beizubringen.